# MIM-104 Patriot
O MIM-104 Patriot é um sistema de míssil superfície-ar (SAM) de defesa antiaérea, tendo como sendo o seu principal utilizador o Exército dos Estados Unidos e vários Estados aliados. É fabricado pelo empreiteiro de defesa Raytheon, nos Estados Unidos, e seu nome deriva do componente radar do sistema de armas. O AN/MPQ-53 no coração do sistema é conhecido como "Phased Array Tracking Radar to Intercept on Target", ou PATRIOT ("Radar de Rastreamento com Matriz de Fase para Interceptação no Alvo" em português). O Patriot substituiu o antigo sistema MIM-14 Nike Hercules como o principal sistema de Defesa Aérea Alta a Média (HIMAD) e também assumiu a função sobre o ultrapassado MIM-23 Hawk como o sistema de defesa aérea tático médio do exército americano. Além dessas funções, o Patriot recebeu a função do sistema de míssil antibalístico (ABM) do Exército dos Estados Unidos, que agora é a missão principal do Patriot. Espera-se que o sistema permaneça em campo até pelo menos 2040.
O sistema Patriot usa um avançado míssil interceptador aéreo e sistemas de radar de alto desempenho. O Patriot foi desenvolvido em Redstone Arsenal na cidade de Huntsville, Alabama, que já havia desenvolvido o sistema Safeguard ABM e seus componentes Spartan e mísseis Sprint de velocidade hipersônica. O símbolo do Patriot é um desenho de um Minutemen da era da Guerra de Independência dos Estados Unidos.
Os sistemas Patriot foram vendidos para as forças armadas da Holanda, Polônia, Alemanha, Japão, Israel, Arábia Saudita, Kuwait, Taiwan, Grécia, Espanha, Emirados Árabes Unidos, Catar, Romênia e Suécia. A Coréia do Sul comprou vários sistemas Patriot de segunda mão da Alemanha depois que a Coréia do Norte lançou mísseis balísticos para o Mar do Japão e prosseguiu com testes nucleares subterrâneos em 2006. A Jordânia também comprou vários sistemas Patriot usados da Alemanha. A Polônia hospeda rotações de treinamento de uma bateria de lançadores Patriot dos Estados Unidos. Isso começou na cidade de Morąg em maio de 2010, mas depois foi transferido para mais longe da fronteira russa para Toruń e Ustka devido a objeções russas. Em dezembro de 2012, a OTAN autorizou a implantação de lançadores de mísseis Patriot na Turquia para proteger o país de mísseis disparados durante a guerra civil na vizinha Síria. O Patriot foi um dos primeiros sistemas táticos do Departamento de Defesa dos Estados Unidos a empregar autonomia letal em combate.
O sistema Patriot ganhou prestígio durante a Guerra do Golfo de 1991 com o envolvimento de mais de 40 mísseis iraquianos Scud. O sistema foi usado com sucesso contra mísseis iraquianos durante a Guerra do Iraque em 2003 e também tem sido usado pelas forças sauditas e dos Emirados no Conflito Iemenita contra os Houthi. O Patriot conseguiu seus primeiros abates indiscutíveis de aeronaves inimigas a serviço do Comando de Defesa Aérea de Israel. As baterias MIM-104D israelenses derrubaram dois VANTs lançados pelo Hamas durante a Operação Margem Protetora em agosto de 2014 e em setembro de 2014, uma bateria Patriot israelense abateu um Sukhoi Su-24 da Força Aérea Síria que havia penetrado no espaço aéreo das Colinas de Golã, conseguindo o primeiro abate do sistema de um inimigo tripulado aeronave. No final de 2022, os Estados Unidos anunciou que estava transferindo uma bateria do Patriot para a Ucrânia durante sua guerra contra a Rússia.

## Funcionamento
O Patriot é um míssil guiado. O míssil Patriot depende de um radar. Seu sistema usa um radar com base terrestre para encontrar, identificar e perseguir os alvos. Um míssil pode estar a 80 km de distância quando o radar do Patriot trava. Nessa distância, o míssil pode não estar visível tendo menos chance de ser identificado. É possível para o sistema do míssil Patriot operar em um módulo completamente automático sem a intervenção humana. Um míssil hostil voando a 6.500 km/h aproximadamente a 1,5 km por segundo. Não há muito tempo para reagir e responder, fazendo o rastreamento automático e traçando um trajeto quando o míssil é detectado.
Os mísseis Patriot são lançados de baterias de mísseis baseadas em terra. Uma típica bateria tem cinco componentes:
- O míssil em si (MIM-104);
- O lança-míssil, que suporta, transporta, mira e lança os mísseis (M-901). Essa parte é necessária porque cada míssil pesa quase 1 tonelada;
- Uma antena radar (MPQ-53 ou MPQ-65) para detectar mísseis hostis;
- Uma van conhecida como Estação de Controle e Combate (ECC) que guarda computadores e console para controlar a bateria (MSQ-104);
- Um caminhão gerador equipado com dois geradores de 150 kW que fornece energia para antena radar e a ECC.

## Operação

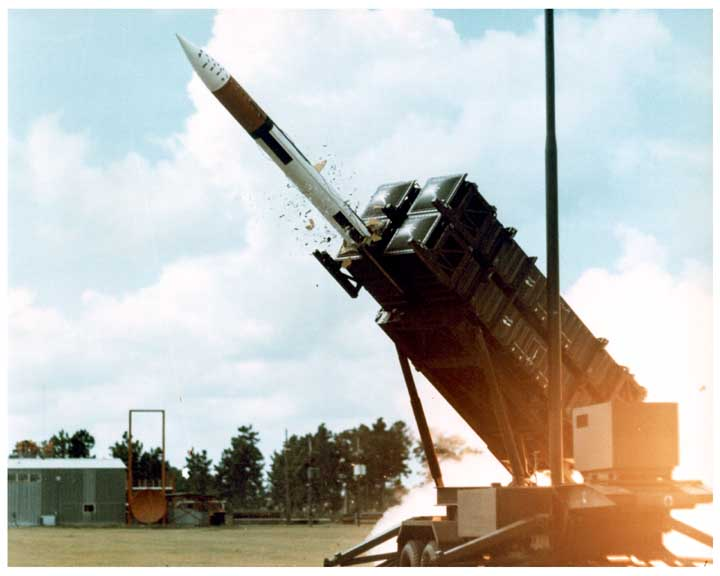
Míssil Patriot sendo disparado.

Já que uma bateria de mísseis Patriot pode ter entre seis e oito sistemas lança-mísseis e há também mísseis extras para recargar os lança-mísseis quando são disparados, é possível entender que usar uma bateria de mísseis Patriot não é um esforço pequeno. Cada lança-míssil é do tamanho aproximado de um pequeno reboque, como o ECC e o caminhão de suprimento de energia. Há também um pessoal de operações, técnicos, pessoal de apoio, combustível para os geradores, forças de segurança para proteger a bateria, etc. Este artigo descreve um comboio de cerca de 300 veículos, que inclui forças de infantaria, tanques e fuzileiros para deslocar uma bateria de mísseis Patriot para as linhas de frente e fazê-la operar. O uso de mísseis Patriot não é uma decisão fácil.
Um míssil Patriot é um foguete sólido que possui dois modelos. Há o míssil mais velho PAC-2, que é maior e não tão eficaz quanto o míssil PAC-3 mais novo.
O míssil PAC-2:
- Tem 5,2 m;
- Tem 41 cm de diâmetro;

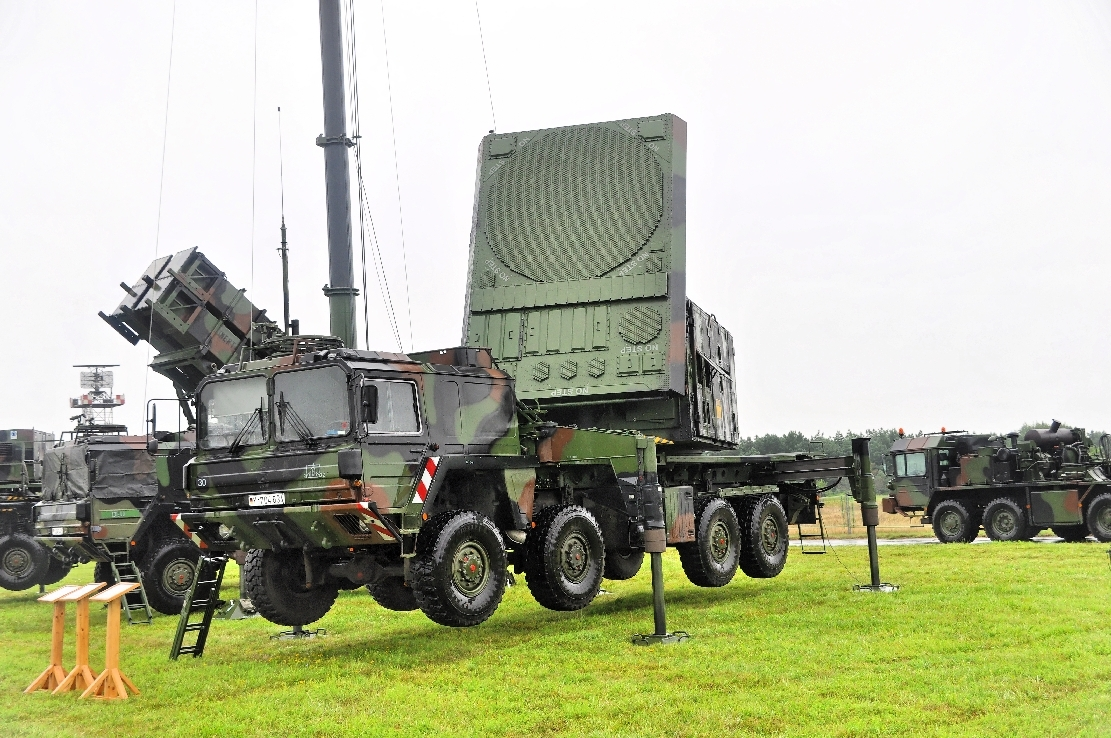
Sistema Patriot alemão.

- Tem estabilizadores que estendem, cada um, 41 cm;
- Pesa quase 900 kg;
- Carrega uma bomba de fragmentação de 90 kg com um detonador de proximidade;
- Voa a 6.500 km/h e tem supersônico dentro de um segundo após lançamento.

Quatro mísseis PAC-2 cabem em um lança-míssil.
A ideia é que o PAC-2 voe direto para o míssil hostil e exploda no ponto mais próximo. A explosão pode destruir o míssil hostil com os estilhaços da bomba de fragmentação ou desviar seu curso fazendo-o errar o alvo.
O míssil PAC-3 é do mesmo comprimento que o PAC-2, mas pesa um terço a menos (cerca de 312 kg). Tem somente 25 cm de diâmetro. O tamanho menor significa que os 16 mísseis PAC-3 podem caber em um lança-míssil. A ogiva de fragmentação pesa somente 73 kg no PAC-3.
A ideia por trás de um PAC-3 é que o míssil atinja o alvo hostil e exploda, para que ele seja completamente destruído. Essa característica o faz mais eficaz contra ogivas químicas e Armas biológicas porque são destruídas bem longe do alvo.
A grande diferença entre o PAC-2 e o PAC-3 e o que permite ao PAC-3 realmente atingir seu alvo é o fato de o segundo ter seu próprio transmissor de radar embutido e computador guia. As diferenças operacionais entre o PAC-2 e o PAC-3 serão mostradas mais adiante.

## Lança-Mísseis

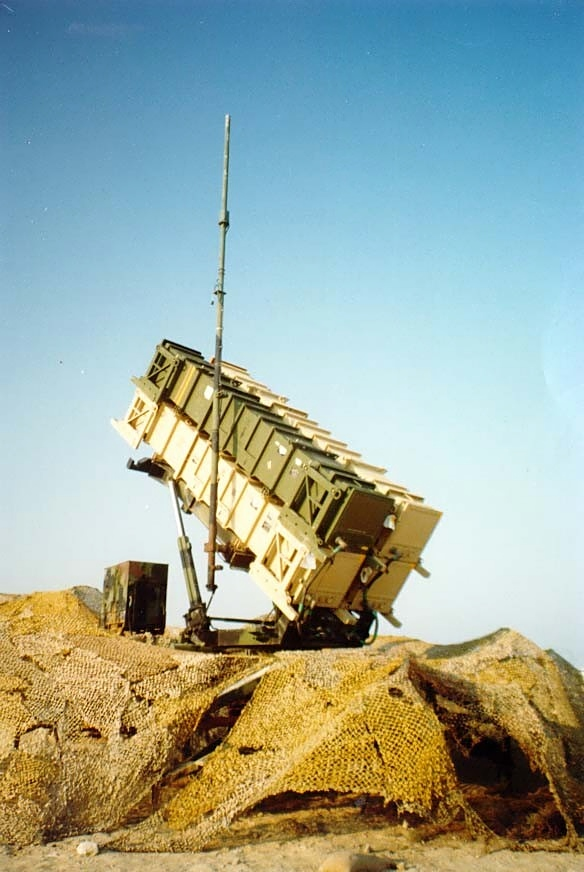
Sistema patriot utilizado na operação Tempestade no Deserto.

Uma bateria de mísseis Patriot pode ter entre seis e oito sistemas de lança-mísseis. Todos os lança-mísseis na bateria se comunicam com a única van ECC por meio de cabos de fibra ótica ou links de rádio. A van ECC envia comandos para os lança-mísseis dispararem.
Cada lança-míssil tem o tamanho aproximado de um pequeno reboque. Pode armazenar quatro mísseis PAC-2 ou 16 mísseis PAC-3. Depois de disparar seus mísseis, um caminhão de recarga com um guindaste se aproxima do lança-míssil, carregando-o com nova munição.
Cada lança-míssil tem seu próprio suprimento de energia para ligar os aparelhos e apontar os mísseis, embora um míssil Patriot não precise mirar diretamente no alvo quando é lançado.

## O Radar
Cada bateria de mísseis Patriot tem uma antena de radar muito potente, que desempenha uma variedade de papéis. A antena pode:
- Escanear o céu procurando por alvos hostis;
- Detectar um alvo potencial;
- Determinar a trajetória e a velocidade e se dirigir para o alvo hostil;
- Fornecer informações para identificar o alvo. De modo ideal, o radar fornece informações suficientes para determinar se o alvo é amigável ou hostil;
- Rastrear os mísseis Patriot uma vez que sejam lançados para ajudá-los a mirar no alvo;
- Iluminar o alvo, o que é importante para o sistema de guia de míssil via rastreador usado pelos mísseis PAC-2.

## Van ECC
A van de ECC é o centro de comando da bateria de mísseis Patriot. A ECC contém estações para três operadores, assim como computadores que controlam a bateria. A antena radar e todos os lança-mísseis na bateria estão conectados a ECC e os mísseis Patriot em voo também se comunicam com a van.
Dentro da van há dois consoles de radar. Os operadores podem ver o status de todos os alvos que o sistema está rastreando no momento. Podem permitir que o sistema administre em módulo automático ou podem intervir para selecionar ou cancelar os alvos. Há também uma estação de comunicação permitindo à bateria comunicar-se com outras baterias ou com o centro de comando da região.

## Funcionamento
Uma bateria de mísseis Patriot opera de modo diferente. Isso depende do tipo de míssil que esta disparando (PAC-2 ou PAC-3). A antena de radar escaneia o céu procurando por alvos hostis. Uma vez encontrado, escaneia-o de forma completa e comunica-se com a ECC. O objetivo do escaneamento é determinar a velocidade e a direção do alvo e também identificá-lo como amigável ou hostil. Quando o operador ou computador decide que tem um inimigo a caminho, a ECC, calcula uma direção inicial para o míssil Patriot. Escolhe o míssil Patriot que vai lançar, baixa a informação de direcionamento inicial para aquele míssil e lança-o.Em três segundos o míssil está viajando a 6.500 km/h e seguindo em direção ao alvo. A antena de radar na terra segue os seguintes procedimentos.
- Continua a rastrear o míssil hostil;
- Alcança e rastrea o míssil Patriot lançado para fornecer a van ECC informações sobre direção e velocidade;
- Ilumina o alvo hostil.

O sinal de iluminação reflete o alvo e é recebido por uma antena na ponta do míssil PAC-2, que direciona seu caminho. O míssil retransmite esse sinal para a ECC. A ECC usa a informação do sinal de iluminação junto com a informação do radar no rastreamento do alvo hostil e o Patriot lançado para reposicionar o míssil Patriot. A ECC envia comandos de direção para o míssil Patriot para ajustar seu curso. Quando ele está no ponto mais próximo do alvo, sua bomba de fragmentação explode.
Diferente do míssil PAC-2, o PAC-3 contém seu próprio transmissor de radar e computador, permitindo que ele se guie. Uma vez lançado, seu radar é acionado, encontra o alvo e mira para um choque direto. Isso foi comparado a atingir uma bala com outra bala. A diferença é que tanto o alvo quando o míssil Patriot lançado estão viajando cinco vezes mais rápido que uma bala normal; ao se aproximarem um do outro, estão a 3 quilômetros por segundo. Nessa velocidade, não há espaço para erros: se um míssil calcula mal, mesmo que por um segundo, pode significar mais de 30 metros de desvio do alvo.